# Amalialaan (Baarn)
De Amalialaan is een straat in Baarn in de Nederlandse provincie Utrecht. 
De Amalialaan loopt van het Stationsplein bij Station Baarn naar de Prins Hendriklaan in het centrum van Baarn. 
Aan de laan staan enkele beuken en meerdere flats. De laan is genoemd naar Amalia van Saksen-Weimar, de latere vrouw van prins Hendrik de Zeevaarder. Deze had grond verkocht om de spoorlijn Amersfoort-Amsterdam mogelijk te maken. Ook het Amaliapark aan het begin van de straat is naar de vrouw van prins Hendrik genoemd. 